# 12 Heures de Hyères

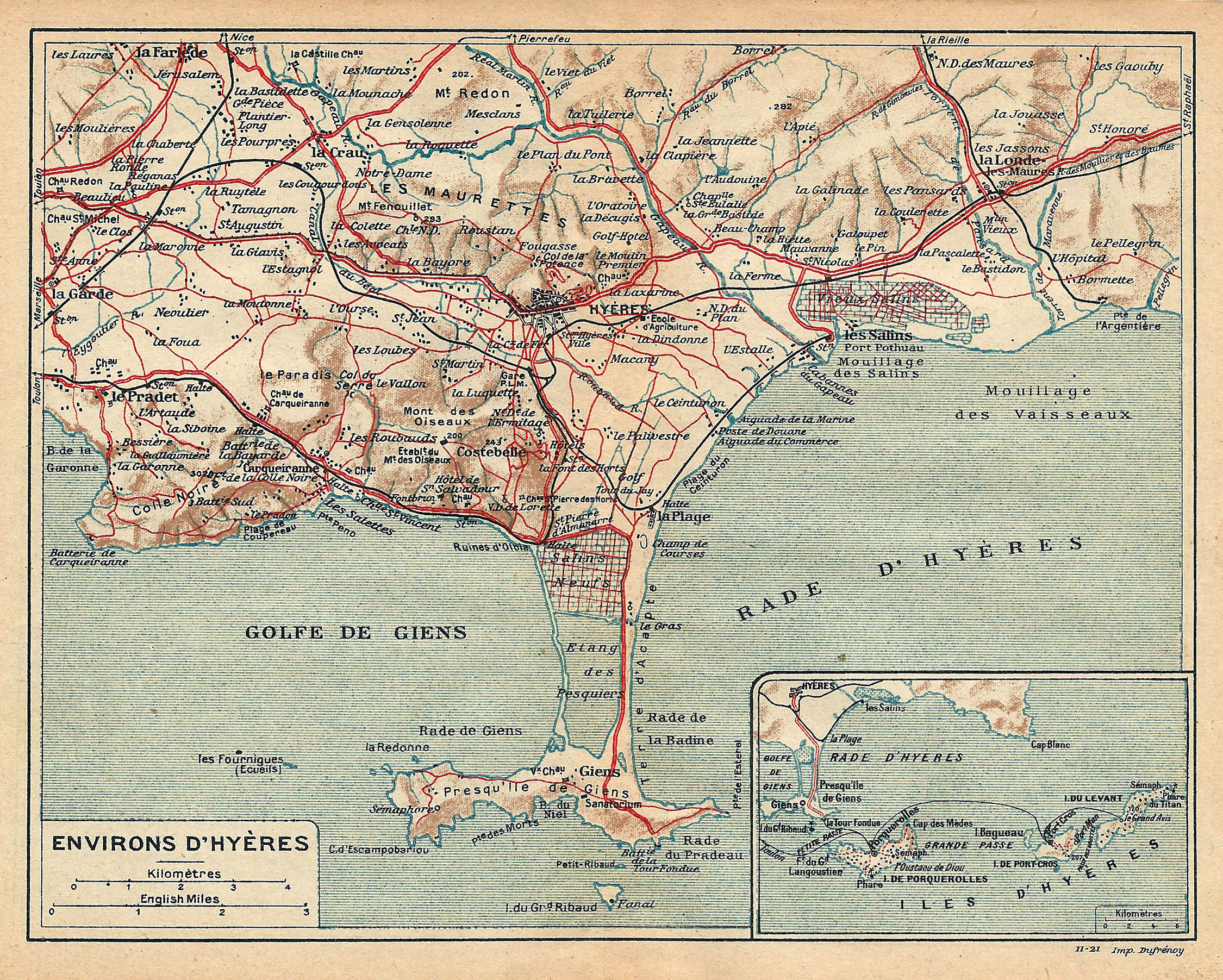
Commune de Hyères (le circuit est le triangle au nord des anciens Salins neufs).

Les 12 heures de Hyères (ou Circuit International d'Endurance du Sud-Est) sont une course automobile internationale d'endurance, disputée entre 1951 et 1955 sur le circuit dit "des Îles d'Or", au printemps entre la fin du mois de mai et le début du mois de juin. Elles ont été organisées par l'Association sportive de l'Automobile Club du Var.

## Histoire
L'épreuve comptait 35 qualifiés, exclusivement à bord de voitures dites de série (produites alors à plus de 150 exemplaires, de toutes catégories hors prototypes), le tiers réussissant généralement à franchir la ligne d'arrivée. 
Le tour de circuit faisait 7.3 kilomètres (7.145 en 1951). De forme triangulaire à base tournée vers la Méditerranée (golfe de Giens) et l'étang des Pesquiers, il empruntait les départementales D559 (alors nationale), D197 (avec ses 6 tribunes) et D42 (avec sa rapide "ligne des marais"), au sud de Hyères et au sud-ouest de la Base d'aéronautique navale d'Hyères Le Palyvestre et de l'Aéroport de Toulon-Hyères. 
Pierre "Pagnibon"  Boncompagni trouva la mort lors de l'édition 1953, sur Ferrari 340 MM 4L. V12. (il avait obtenu le meilleur temps en course l'année précédente, et venait tout juste de récidiver, dérapant alors sur le revêtement mouillé et s'encastrant dans une barrière de sécurité, en décédant sur place). Une stèle existe en son hommage sur la D197, à l'angle nord-ouest de l'hippodrome de Hyères.

## Palmarès
| Année | Équipe                      | Vainqueur(s)                     | Voiture                 | Distance / Moyenne        |
| ----- | --------------------------- | -------------------------------- | ----------------------- | ------------------------- |
| 1951  | Privée                      | Pierre Boncompagni (et cat.>3L.) | Talbot-Lago             | n.c.                      |
| 1952  | Privée                      | Jean Heurtaux Marceau Crespin    | Jaguar XK120 6L. 2V     | n.c.                      |
| 1953  | P. N. Whitehead team        | Peter Whitehead Tom Cole Jr.     | Jaguar C-Type XK 6L. 2V | 204 tours                 |
| 1954  | Ferrari (équipe officielle) | Maurice Trintignant Luigi Piotti | Ferrari 250 Monza 3L.   | 3 162,72 km / 131,78 km/h |
| 1955  | Ferrari (sponsort officiel) | André Canonica Gino Munaron      | Ferrari 750 Monza       | 3 208,15 km / 133,67 km/h |

## Hommages
- Lors de l'édition 1953 des 12 Heures de Hyères, une minute de silence fut observée en l'honneur de Pierre Pagnibon (Boncompagni) et de Jean Heurtaux; l'un des trophées décernés à l'issue de la course porta le nom de ce dernier.